# Björnberget
Björnberget är en skidanläggning ca 5 km utanför Sveg. 

Erbjuder en ankarlift samt en barnlift av knappmodell. Servering och skiduthyrning ligger lättillgängligt nedanför den stora backen vid parkeringen. Fem nedfarter: Kometen, Övre Stjärnfallet, Krumeluren, Vintergatan och Barnbacken. Hemmabacke till Svegs Alpina Klubb, tidigare Björnbergets Alpina Klubb (BAK). Kända klubbmedlemmar omfattar Krister Holmgren, Dykar-Jack Johansson, Lennart Norrbelius och Anton Rösnäs